# Expedición 50
La Expedición 50 es la 50.ª estancia de larga duración en la Estación Espacial Internacional. Andrei Borisenko, Robert S. Kimbrough y Sergey Ryzhikov fueron transferidos de la Expedición 49. La Expedición 50 empezó con el regreso de la Soyuz MS-02. La tripulación de la Soyuz MS-03 fue transferida entonces a la Expedición 51.

## Tripulación
| Posición             | Primera parte Octubre - noviembre de 2016        | Segunda parte Noviembre de 2016 a febrero de 2017 |
| -------------------- | ------------------------------------------------ | ------------------------------------------------- |
| Comandante           | Robert S. Kimbrough, NASA Segundo vuelo espacial | Robert S. Kimbrough, NASA Segundo vuelo espacial  |
| Ingeniero de vuelo 1 | Sergey Ryzhikov, RSA Primer vuelo espacial       | Sergey Ryzhikov, RSA Primer vuelo espacial        |
| Ingeniero de vuelo 2 | Andrei Borisenko, RSA Segundo vuelo espacial     | Andrei Borisenko, RSA Segundo vuelo espacial      |
| Ingeniero de vuelo 3 |                                                  | Peggy Whitson, NASA Tercer vuelo espacial         |
| Ingeniero de vuelo 4 |                                                  | Oleg Novitskiy, RSA Segundo vuelo espacial        |
| Ingeniero de vuelo 5 |                                                  | Thomas Pesquet, ESA Primer vuelo espacial         |

FuenteSpacefacts

## Misión

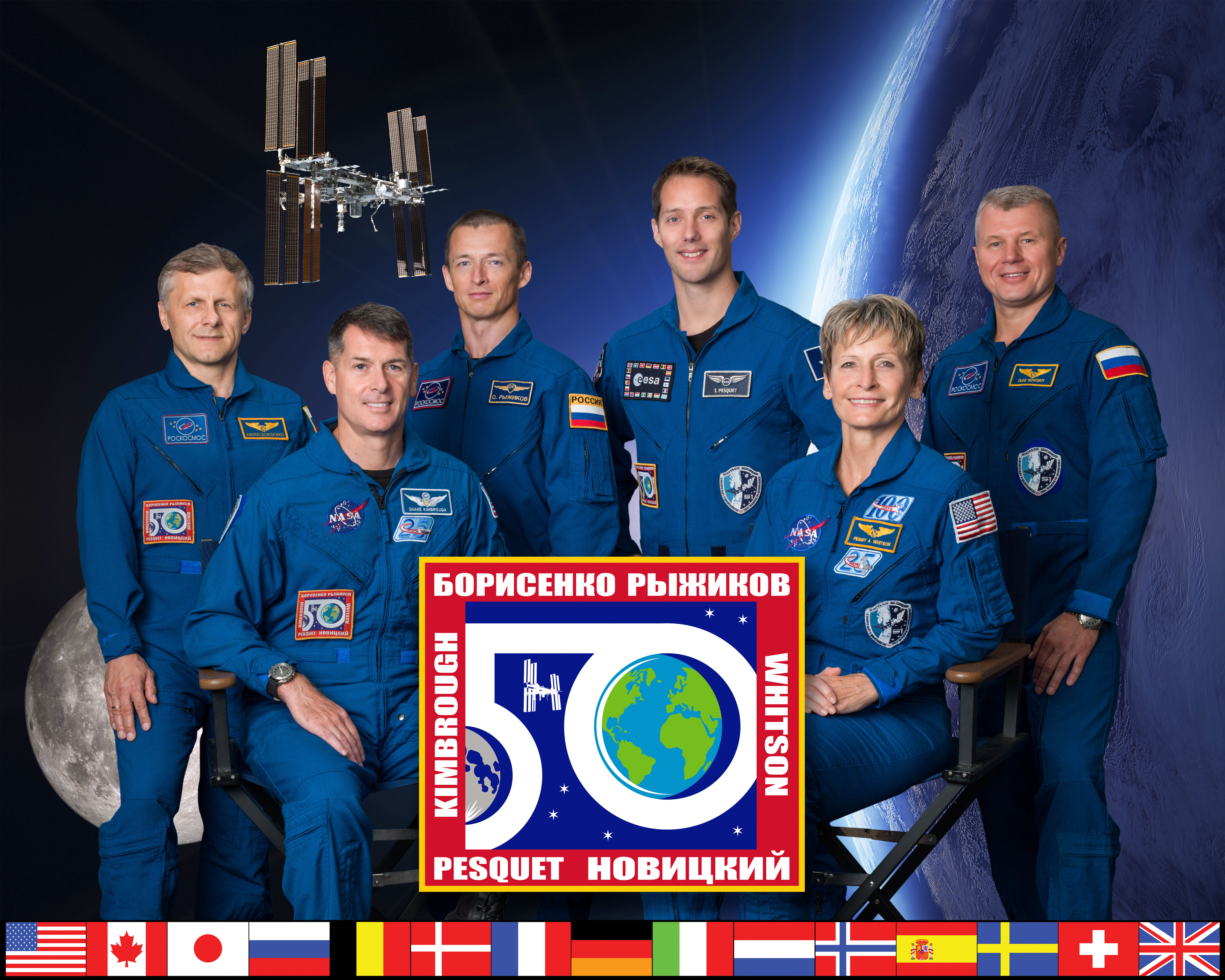
Nombre del archivo:Retrato de la tripulación de la Expedición 50.jpg
Descripción:Retrato de los oficiales de la tripulación de la Expedición 50 (de izquierda a derecha) Andrei Borisenko, Shane Kimbrough, Sergei Ryzhikov, Thomas Pesquet, Peggy Whitson y Oleg Novitsky.
Licencia:Public domain
Fecha:2016-07-11
Autor:Bill Stafford

La misión regresó a la Tierra el 10 de abril de 2017 tras 173 días de estancia en la Estación Espacial Internacional.

### Lanzamiento y acoplación con la expedición anterior
La Soyuz MS-02 fue lanzada el 19 de octubre de 2016, transportando a Robert S. Kimbrough, Andrei Borisenko y a Sergey Ryzhikov, quienes compondrían la tripulación de la expedición 49/50. La MS-02 se acopló al módulo Poisk el 21 de octubre de 2016.